# Resolutie 109 Veiligheidsraad Verenigde Naties
Resolutie 109 van de Veiligheidsraad van de Verenigde Naties werd aangenomen op de 705e bijeenkomst van de Veiligheidsraad van de Verenigde Naties op 14 december 1955. Acht leden stemden voor de resolutie, geen tegen. Drie leden kozen zich te onthouden: België, de Republiek China (Taiwan) en de Verenigde Staten.

## Achtergrond
Artikel °4 van het Handvest van de Verenigde Naties stelt dat elk vredelievend land dat de verplichtingen in het handvest wil nakomen lidstaat kan worden. De Veiligheidsraad moet het land aanbevelen, waarop de Algemene Vergadering beslist.
In die tijd was de wereld verdeeld in Oost en West, en het aanbevelen van kandidaat-lidstaten werd een politiek spel tussen de twee kampen. Veel kandidaturen werden met een veto tegengehouden en bleven liggen. Eind 1955 namen de spanningen wat af en kwam er toch schot in de zaak.
Deze resolutie kwam er nadat de Algemene Vergadering eerder in de maand een resolutie had aangenomen die de Veiligheidsraad vroeg de kandidaturen van achttien landen die geen herenigingskwestie hadden opnieuw in beraad te nemen, rekening houdend met de wens om zoveel mogelijk lidstaten te hebben. Men dacht dat hoe meer lidstaten de Verenigde Naties hadden, hoe beter de organisatie haar rol kon spelen in de internationale situatie. De Verenigde Naties telde op dat moment zestig lidstaten.
Korea en Vietnam waren net opgedeeld na bloedige oorlogen in het kader van de Koude Oorlog. Ook zat Taiwan nog in naam van China als permanent lid in de Veiligheidsraad. De Sovjet-Unie vond dat illegaal en wilde dat communistisch China die plek overnam, wat pas in 1971 daadwerkelijk gebeurde.

## Standpunten
In die context legde Taiwan het lidmaatschap van Zuid-Korea en Zuid-Vietnam op tafel, en werd daarin gesteund door de Westerse landen. In Korea hadden immers duizenden westerse soldaten gevochten onder VN-vlag. Voorzitter Nieuw-Zeeland vond dat dat inging tegen wat was gevraagd, aangezien die twee landen duidelijk met een herenigingskwestie zaten. Het land onthield zich dan ook bij de stemming over die twee landen. In deze situatie stelde de Sovjet-Unie haar veto tegen alle landen behalve de communistische: Albanië, Hongarije, Roemenië, Bulgarije en Buiten-Mongolië. Taiwan en de VS hadden zich bij deze landen onthouden en Taiwan had ook zijn veto uitgesproken over Mongolië, dat als een agressor werd aanzien met betrekking tot Korea.
De volgende dag diende de Sovjet-Unie een compromistekst in, waarin Japan en Mongolië waren geschrapt en ook Zuid-Korea en Zuid-Vietnam niet voorkwamen. Een Amerikaans amendement om Japan opnieuw toe te voegen stuitte op het veto van de Sovjet-Unie. Vervolgens werd over elk land apart gestemd. De Sovjet-Unie trok zijn tegenstemmen in; de VS en Taiwan behielden hun onthoudingen. Ook België had reserveringen, in het geval van Albanië, Mongolië en Spanje. Uiteindelijk werd de tekst in zijn geheel goedgekeurd met acht stemmen voor en drie onthouding: België, Taiwan en de VS. België onthield zich omdat Franco's Spanje een van de kandidaten was en uit vrees dat meer antikoloniale landen een stem zouden krijgen, wat gezien toenmalig Belgisch-Congo niet in 's lands belang was.
Aldus werd de kandidatuur van zestien landen goedgekeurd. Die van Japan werd een jaar later pas goedgekeurd. Over Mongolië werd pas in 1961 een vergelijk gevonden. Vietnam werd in 1977 lidstaat, nadat het reeds herenigd was. Zuid-Korea werd pas in 1991 lidstaat van de Verenigde Naties, samen met Noord-Korea.

## Inhoud
De Veiligheidsraad had de aanvragen voor lidmaatschap van de Verenigde Naties overwogen van de landen Albanië, Jordanië, Ierland, Portugal, Hongarije, Italië, Oostenrijk, Roemenië, Bulgarije, Finland, Ceylon, Nepal, Libië, Cambodja, Laos en Spanje. De Raad beval de Algemene Vergadering aan de voornoemde landen toe te laten.

## Verwante resoluties
- Resolutie 69 Veiligheidsraad Verenigde Naties (Israël)
- Resolutie 86 Veiligheidsraad Verenigde Naties (Indonesië)
- Resolutie 112 Veiligheidsraad Verenigde Naties (Soedan)
- Resolutie 115 Veiligheidsraad Verenigde Naties (Marokko)

Lijst ·  106 ·  107 ·  108 ·  109 ·  110